# Zauberei Zauberei
| Zauberei Zauberei | Zauberei Zauberei                  |
| ----------------- | ---------------------------------- |
| Erscheinungsland  | Deutschland                        |
| Herausgeber       | Walter-Verlag Olten und Freiburg   |
| Erscheinungsjahr  | 1968                               |
| Aufmachung        | gebunden mit Schutzumschlag        |
| Illustrationen    | 72 s/w und zweifarbige Abbildungen |
| Sprache(n)        | Deutsch                            |
| Seitenumfang      | 168                                |
| Thema             | Theorie und allgemeine Zauberkunst |
| ISBN              | nicht vorhanden                    |
| Autor             |                                    |
| Alexander Adrion  |                                    |

Zauberei Zauberei –  Das Erlebnis der Magie in Wort und Bild von Alexander Adrion ist der Titel eines Buches, das die Philosophie des Zauberns in den Mittelpunkt stellt.

## Inhalt
Das Buch ist in zwei Abschnitte gegliedert. Im ersten wird das Gespräch zwischen Autor und dem späteren Literaturnobelpreisträger Heinrich Böll wiedergegeben, das bereits ein Jahr zuvor in gekürzter Fassung in der Zeit abgedruckt worden war.
In dem Gespräch analysieren Böll und Adrion die Qualität des Zauberkünstlers allgemein und diskutieren dessen Ursprung und Werdegang im Hinblick auf das soziale Umfeld. Waren die ersten Zauberkünstler Taschenspieler, die von Ort zu Ort zogen, haben sie sich im Laufe der Zeit zu psychologisch geschulten Theater-Zauberkünstler entwickelt.
Im zweiten Kapitel verdeutlicht Adrion seine Sichtweise auf die Zauberkunst. Die dazu angeführten Zauberkunststücke dienen zur Unterstützung seiner Theorien. So die Theorie (Zitat): „Die Substanz des Experiments ist seit fast zweieinhalb Jahrtausenden dieselbe geblieben“. Dazu führt Adrion eine Beschreibung eines Kunstsückes aus dem Jahre 1793 an, das in ähnlicher Form auch im 20. Jahrhundert gezeigt wird.

## Kapitel

### I. Teil
- Heinrich Böll: Gespräch mit dem Zauberer

### II. Teil
- Alexander Adrion: Das Erlebnis der Magie
- Wir gehen zum Zauberer
- Das Mirakel der positiven Täuschung
- Umgang mit dem Scheinbaren
- Erscheinen – Verschwinden – Verwandeln
- Unsere Kerkenntnis ist ein Sieb
- Viele können zaubern
- Sie erfinden das Wunderbare
- Über die klassischen Künste
- Taschenspieler, Zauberkünstler und Magier
- Verwandle mich in eine Blume

## Buchbesprechung
- Magie, Vereinsorgan des Magischen Zirkels von Deutschland, Heft 3, März 1969, S. 85

## Auflagen/Ausgaben
- 1. Ausgabe 1968, siehe Infobox
- 2. Ausgabe Deutsche Buch-Gemeinschaft., 1968

## Nachweise
1. ↑  Die Zeit, 6. Oktober 1967
2. ↑  Zauberei Zauberei, Seiten 10 bis 12
3. ↑  Zauberei Zauberei, Seite 93/94